# Elise Schleiden
Elisabeth „Elise“ Charlotte Wilhelmine Schleiden (geb. von Nuys) (* 9. Juli 1785 in Aurich; † 5. März 1874 in Freiburg) war eine deutsche Malerin.

## Leben

### Familie
Elise Schleiden wurde auf dem Landsitz Julianenburg bei Aurich, das ihrem Vater Rudolph Christoph van Nuys (* 1738; † 1821) gehörte, geboren; ihre Eltern besaßen dazu noch ein Stadthaus in Bremen.
Am 25. Januar 1806 heiratete sie Christian Schleiden (* 27. Juni 1780 auf Lütjenhorn bei Leck; † 8. November 1833 in Angangueo im Bundesstaat Michoacan in Mexiko), der als Kaufmann Niederlassungen in Malaga und St. Petersburg unterhielt. Gemeinsam hatten sie fünf Kinder und einen Pflegesohn, zu den Kindern gehörte auch der spätere Politiker Rudolf Schleiden. Nach der Hochzeit zog das Paar nach Bremen um.

### Werdegang
Elise Schleiden reiste in ihrer Kindheit 1796 zusammen mit ihren Eltern und von einer Gouvernante begleitet, für ein Jahr nach England. 1798 verlebte sie in Berlin einen längeren Aufenthalt und wuchs zeitweilig in Braunschweig, später in Hamburg auf; hier stand ihre Familie mit Friedrich Gottlieb Klopstock und Matthias Claudius in Kontakt.
Während ihres Aufenthaltes in Hamburg erhielt sie bei Johann Heinrich Wilhelm Tischbein Zeichenunterricht sowie eine gründliche private Schulbildung, in der sie gute Italienisch-, Latein- und Griechischkenntnisse erwarb.
Nach der Trennung ihrer Eltern lebte sie zeitweilig bei ihrem Vater auf Julianenburg und zeitweilig in Oldenburg bei ihrer Mutter, die Kontakte zu den Hofkreisen pflegte. Zu ihren Jugendfreundinnen gehörte in Oldenburg Caroline von Linstow (1786–1856), die spätere Mutter von Lotte Hegewisch; weiterhin war sie auch mit der Schriftstellerin Fanny Tarnow befreundet.
Sie reiste 1803 nach Dresden, worauf 1804 eine Reise nach Hamburg, Kiel und Kopenhagen folgte.
Auch nach ihrer Hochzeit vervollkommnete sie ihre Italienischkenntnisse und nahm Unterricht in Chemie und Algebra; daneben zeichnete und malte sie, hauptsächlich Porträts, und fertigte Kopien von anderen Werken an. 1807 wurde sie in Kiel von Friedrich Carl Gröger porträtiert.
Nachdem ihr Ehemann einen größeren Gewinn erzielt hatte, beendete er seine Handelsgeschäfte und erwarb 1811 für 265.000 Taler aus dem Besitz von Christian Detlev Karl zu Rantzau das Gut Ascheberg am Plöner See, eines der größten adligen Güter zur damaligen Zeit. Gemeinsam mit ihrem Ehemann stand sie dort in Kontakt mit einer Anzahl höherer Landesbeamter und den Besitzern der benachbarten Güter beziehungsweise mit dem Adel; zu diesen gehörte unter anderem Gräfin Caroline Adelheid Cornelia von Baudissin, Wilhelm von Holstein-Beck sowie verschiedene Hochschullehrer von der Universität Kiel, unter anderem Friedrich Christoph Dahlmann, Niels Nikolaus Falck, August Twesten und Carl Theodor Welcker, aber auch der Student Ferdinand Johannes Wit von Dörring. Von dort aus besuchte sie auch häufig Wilhelm Tischbein in Eutin, mit dem sie häufig zeichnete.
Aufgrund von veränderten wirtschaftlichen Bedingungen musste ihr Ehemann das Gut Ascheberg 1825 an Graf Conrad Christoph von Ahlefeldt verkaufen; die Familie zog darauf erneut nach Bremen. Ihr Ehemann wurde Bevollmächtigter des Deutsch-Amerikanischen Bergwerksvereins in Mexiko und leitete später das Unternehmen in Elberfeld; in dieser Zeit siedelte die Familie dorthin um.
Nach dem Tod ihres Ehemannes, der 1833 während einer Dienstreise in Mexiko an Typhus verstorben war, und der Heirat ihrer Tochter Charlotte Angelika Louise (* 7. Dezember 1813; † 2. März 1895), die am 24. August 1839 in Düsseldorf den Juristen und Hochschullehrer Franz Arnold Maria von Woringen (1804–1870) ehelichte, lebte sie zunächst bei ihrer ebenfalls als Zeichnerin tätigen Tochter in Berlin, bevor sie 1841 nach Freiburg im Breisgau umsiedelte.